# 何偁
何偁（1496年—？），字邦美，號笋亭，江西袁州府宜春縣人，軍籍，明朝政治人物。

## 生平
嘉靖四年（1525年）乙酉科江西鄉試第三十七名舉人。嘉靖八年（1529年）中式己丑科會試第五十七名，登第三甲第一百二十二名進士。授舒城縣知縣，擢河南道御史，被谪家居。

## 家族
曾祖何必澄；祖父何忠；父何泰，母吳氏；繼母胡氏。具庆下。